# المركز الوطني للتعليم الإلكتروني
المركز الوطني للتعليم الإلكتروني، هو مركز حكومي سعودي، اكتمل تأسيسه بصدور قرار مجلس الوزراء في أكتوبر 2017 بهدف ضبط جودة التعليم الإلكتروني. يقع مقر المركز في العاصمة الرياض، ويرأس مجلس إدارته وزير التعليم.

## الرؤية
مركزاً عالمياً للتميّز في التعليم الرقمي.

## الرسالة
تسريع وتنسيق وتنظيم بناء منظومة تشاركية مرنة وسريعة الاستجابة للاحتياجات المتغيّرة.

## الأهداف الاستراتيجية
- ضمان الوصول إلى تجربة تعلم مدى الحياة للجميع، مخصصة ومبنية على الاحتياجات.
- قيادة التكامل في المنظومة وتمكين التدخلات الفورية القائمة على البيانات.
- ضمان جودة منظومة التعليم الرقمي والاعتراف بالشهادات.
- تعزيز التعاون المشترك دوليًا وبين التخصصات والجهات والقطاعات البينية.
- التنسيق لتطوير المناهج، والقدرات، وتنظيمها، ومشاركتها.
- تسريع عملية تبني التعليم الرقمي؛ ليكون نمطًا سائدًا للتعليم.
- ضمان المهارة والكفاءة العالية لمقدمي التعليم الرقمي.
- تسريع عملية تطوير التقنيات الناشئة وتبنيها ونشرها.
- قيادة الأبحاث القائمة على الأدلة والابتكار.

## المهام
يُعنى المركز بضبط جودة التعليم والتدريب الإلكتروني، وتتضمن مهامه:
- وضع اللوائح ومعايير الجودة في مجال التعليم الإلكتروني.
- ضبط جودة برامج التعليم الإلكتروني.
- منح التراخيص للجهات والشركات المقدمة لبرامج التعليم الإلكتروني التي تقدم شهادات معتمدة.
- التأهيل للتراخيص التي يمنحها للجهات والشركات المقدمة لبرامج التعليم الإلكتروني.
- الإشراف على البرنامج الوطني للمحتوى التعليمي المفتوح.
- إجراء الأبحاث والدراسات في مجال التعليم الإلكتروني.
- تقديم الاستشارات في مجال التعليم الالكتروني.
- تنظيم المؤتمرات واللقاءات وورش العمل.
- تمثيل المملكة خارجيًّا في مجال التعليم الإلكتروني.[3][4]

## الأبحاث والاستشارات
يعمل المركز على دراسات تطويرية وتقييمية، وتقديم الإستشارات في قطاع التعليم والتدريب الإلكتروني، لتعزيز الثقة ورفع الجودة والفاعلية، لجميع القطاعات الحكومية والخاصة المقدمة للتعليم أو التدريب بالنمط الإلكتروني، وتوفير مساقات موارد تعليمية هائلة، وقياس رضا المستفيدين، وتقييم الدراسات والأبحاث المُقدّمة، طبقًا لأعلى المعايير.

## التأهيل
يؤهل المركز الجهات المقدِّمة أو الراغبة في تقديم برامج التعليم والتدريب الإلكتروني وفقاً لأفضل الممارسات المحلية والعالمية، والتي تحقق معايير المركز الوطني للتعليم الإلكتروني، وفق البنود والمجالات المعتمدة وهي: القيادة، التقنية، التأهيل والدعم، التصميم، التفاعل.

## مبادرات وبرامج المركز

### مبادرة المؤشر الوطني للتعليم الرقمي
هو مؤشر سنوي يهدف لمتابعة تقدُّم مستوى التعليم الرقمي في المملكة، ومدى ملاءمته للتطور المتسارع وتلبيته للاحتياجات المتغيرة، كما يُسهم في تعزيز جودة مخرجات التعليم والتدريب الرقمي في القطاع الحكومي والخاص وغير الربحي، ودعم عملية تمكين، وتسريع التحول الرقمي في التعليم والتدريب، وخلق حلول مبتكرة ومستدامة لمستقبل أفضل. ويأتي إطلاق المؤشر في إطار سعي المركز الوطني للتعليم الإلكتروني في تمكين ودعم الابتكار في التعليم والتدريب وتعزيز التعاون بين الجهات، وضمان جودة منظومة التعليم والتدريب الرقمي، وتعزيز كفاءته ودعم عملية اتخاذ القرار القائمة على البيانات.

### المنصة الوطنية للتعليم الإلكتروني FutureX
المنصة الوطنية للتعليم والتدريب الإلكتروني FutureX تهدف إلى تمكين قطاع التعليم والتدريب الإلكتروني في السعودية، من خلال تقديم خدمات ومبادرات تحقق التكامل في المنظومة عبر الشراكات المحلية والعالمية، أهدافها:
- تعزيز فعالية مخرجات التعليم الإلكتروني.
- تمكين التكامل بين المزودين والمستفيدين.
- توفير فرص التعليم الإلكتروني المرتبطة باحتياجات المتعلم الفردية.
- تعزيز الكفاءة في قطاع التعليم والتدريب الإلكتروني.
- تحسين سرعة استجابة التعليم الإلكتروني للمتغيرات.[7]

### البرنامج الوطني للمحتوى التعليمي المفتوح
برنامج وطني يُعنى بإثراء المحتوى التعليمي المفتوح وفق ترخيص يسمح للآخرين بنشره وإعادة استخدامه ومشاركته بشكل مجاني وبجودة عالية من خلال عدد من الممكنات والتي يأتي في مقدمتها منصة OERx 
مجالاته:
- تعزيز قدرات تطوير الموارد التعليمية المفتوحة عبر تمكين الجهات من إنتاج محتوى تعليمي عالي الجودة، باستخدام أفضل الممارسات العالمية.
- زيادة الوصول إلى المعرفة من خلال إتاحة المحتوى التعليمي بشكل مفتوح ومجاني، مما يدعم العدالة في الوصول إلى التعليم الإلكتروني.
- التفاعل مع مجتمع تعليمي أوسع عبر تعزيز التعاون مع مؤسسات تعليمية وبناء شبكة علاقات مع المختصين في مجال المحتوى المفتوح.
- تعزيز التواجد الرقمي للمؤسسات من خلال نشر مواردها التعليمية عبر منصات التعليم المفتوح، مما يدعم العلامة المؤسسية ويسهم في نشر المعرفة.
- ضمان استدامة النماذج المفتوحة عبر تطبيق آليات استدامة تضمن استمرار الاستفادة من المحتوى المفتوح وتعزز ثقافة المشاركة في الموارد التعليمية الرقمية.[7]

### البيئة التجريبية للذكاء الاصطناعي في التعليم الرقمي AI SandboX
توفّر بيئة تجريبية آمنة ومنخفضة المخاطر، موجهة للأفراد والجهات، لاختبار وتطوير الحلول التعليمية الرقمية المدعومة بالذكاء الاصطناعي، وتستهدف هذه البيئة الباحثين والخبراء والممارسين والمهتمين، لتجريب الحلول والسياسات، وتطوير نماذج أولية، وإنتاج أبحاث تطبيقية مبنية على تجارب واقعية، وتسهم في تعزيز المعرفة المشتركة، وتسريع تبني وتطوير التقنيات الناشئة، ونقل الابتكارات الناجحة لتحقيق أثر مستدام في التعليم الرقمي.

مبادرة الموارد التعليمية الرقمية المشتركة
تهدف إلى تمكين الجهات الحكومية من التعاون والتكامل في الموارد التعليمية الرقمية، بما يشمل الأنظمة والمحتوى والأدوات، لتعزيز الاستخدام الأمثل للموارد، وتسهم في تيسير تبادل الخبرات والمنتجات التعليمية، مما يدعم رفع الجودة، وتقليل التكاليف، وتحقيق كفاءة تشغيلية أكبر.

### مبادرة التنظيم القائم على البيانات
تهدف إلى تطوير منظومة متكاملة لجمع وتصنيف وتحليل بيانات التعليم والتدريب الإلكتروني من مختلف القطاعات، بهدف رفع الجودة وتحسين المخرجات، وتمكين متخذي القرار وصنّاع السياسات والمستثمرين من اتخاذ قرارات مبنية على البيانات.

## الممارسات العالمية
في عام 2021م اعتمدت منظمة اليونسكو العالمية الإطار التقويمي الذي أعده المركز الوطني للتعليم الإلكتروني، من خلال الدراسة الدولية التي تقوم بها المنظمة لأفضل الممارسات العالمية في التعليم الإلكتروني، والتي ضمت المملكة العربية السعودية مع أهم ثلاث دول في العالم (كوريا الجنوبية والصين وفنلندا)، مشيدة بتفوق المملكة على كثير من دول العالم في التعليم الإلكتروني.

## روابط خارجية
- المركز الوطني للتعليم الإلكتروني (الموقع الرسمي)
- الحساب الرسمي على منصة X
- الحساب الرسمي على منصة LinkedIn
- الحساب الرسمي على منصة YouTube